# Grammatica sarda
(Matteo Bartoli, «Un po' di sardo"» in Archeografo triestino, vol. I, serie III, Trieste, 1903)
La grammatica della lingua sarda si differenzia notevolmente da quella italiana e delle altre lingue neolatine, particolarmente nelle forme verbali.

## Plurale
ll plurale viene ottenuto, come nelle lingue romanze occidentali, aggiungendo -s alla forma singolare.
Per esempio: [log.]òmine/òmines, [camp.]òmini/òminis (uomo/uomini).
Nel caso di parole terminanti in -u, il plurale viene formato nel logudorese in -os e nel camp. in -us.
Per esempio: [log.]caddu/caddos, [camp.]cuaddu/cuaddus (cavallo/cavalli).

## Articoli

### Determinativi
|       | LSC            | Log.      | Camp.   |
| ----- | -------------- | --------- | ------- |
| Sing. | su / sa        | su / sa   | su / sa |
| Plur. | sos / sas / is | sos / sas | is      |

Gli articoli determinativi presentano la forma "salata" derivata dal latino IPSE/IPSUM/IPSA attraverso la fase intermedia issu (isse)/issa, issos/issas (per la LSC e il log./nuor.) e issu/issa, issus/issas (per il camp.). Sono anche usati con il pronome relativo chi (che) nelle espressioni sos chi / is chi… (quelli che…), su chi… (quello che…) similmente alle lingue romanze occidentali (cfr. lo spagnolo los que…, las que…, ecc.), ma anche come in sassarese e gallurese; un altro uso li vede in combinazione con la preposizione de (di) in espressioni quali sos de Nugoro (quelli di Nuoro) / is de Casteddu (quelli di Cagliari), ecc.

### Indeterminativi
|       | Masch. | Femm. |
| ----- | ------ | ----- |
| sing. | unu    | una   |
| pl.   | unos   | unas  |

## Pronomi

### Pronomi personali soggetto (nominativo)
| Singolare | Plurale |
| --- | --- |
| (d)eo/jeo/deu LSC deo nuor. (d)ego = io | nois/nos/nosu = noi |
| tue/tui = tu vosté/fostei o fusteti (uso formale, richiede la 3° persona sing., derivato dal vosté catalano, cfr. usted spagnolo, da vuestra merced) = lei                                                                                         | bois/bosàteros/bosatrus - bosàteras/bosatras = voi (nelle varianti centrali e meridionali si hanno in sardo due forme, maschile e femminile, per il voi plurale, come nello spagnolo peninsulare vosotros / vosotras) |
| bos (uso formale, persona grammaticale singolare ma da coniugare con un verbo nella 2ª persona plurale, come il vous francese; cfr. antico vos spagnolo, ancora in uso in Sudamerica per tú) = voi (come tuttora in uso nell'italiano meridionale) | |
| issu (isse) - issa = lui/lei | issos/issus - issas = loro (essi/esse) |

Nel complemento diretto riferito a persona, esiste il cosiddetto accusativo personale con l'uso della preposizione a: per esempio apu biu a Juanni (ho visto Giovanni) analogamente allo spagnolo (he visto a Juan).

### Pronomi atoni indiretti e diretti (dativo e accusativo)
I pronomi atoni indiretti (in dativo) e diretti (in accusativo) si distinguono in sardo, come nelle altre lingue romanze, solo nella terza persona singolare e plurale. Nelle tabelle compare sempre prima la forma in LSC o nella grafia logudorese e poi quella campidanese. Per quanto riguarda la prima e la seconda persona plurale, le varianti nos e bos sono usate nella grafia logudorese, mentre quelle nosi e bosi nei dialetti centrali di transizione (Ghilarza, Seneghe, Paulilatino, Busachi, Sorgono, Milis, Samugheo, ecc.) e la forma si nel campidanese classico.
I pronomi atoni diretti e indiretti possono essere combinati tra loro in frasi dove è presente sia un complemento oggetto sia un complemento di termine dando origine ai pronomi doppi. In questo caso, il sardo segue la regola generale delle lingue romanze, dove il complemento di termine precede quello oggetto.
| pronomi atoni indiretti | pronomi atoni diretti         | pronomi atoni doppi (indiretti + diretti)                                     |
| ----------------------- | ----------------------------- | ----------------------------------------------------------------------------- |
| mi                      | mi                            | mi lu/ddu, mi la/dda mi los/ddos, mi las/ddas                                 |
| ti                      | ti                            | ti lu/ddu, ti la/dda ti los/ddos, ti las/ddas                                 |
| li/ddi                  | lu/ddu (m.) - la/dda (f.)     | bi lu (la, los, las) / si ddu (dda, ddos, ddas) / nuor. liu (lia,lios, lias)  |
| nos/nosi/si             | nos/nosi/si                   | nos lu (la, los, las) / nosi ddu (dda, ddos, ddas)                            |
| bos/bosi/si             | bos/bosi/si                   | bos lu (la, los, las) / bosi ddu (dda, ddos, ddas)                            |
| lis/ddis                | los/ddos (m.) - las/ddas (f.) | bi lu (la, los, las) / si ddu (dda, ddos, ddas) / nuor. liu (lia, lios, lias) |

Se i pronomi doppi precedono il verbo (come è il caso con tutti i modi fatta eccezione per il gerundio e per la seconda persona sing. e plur. dell'imperativo, dove lo seguono sempre) in sardo vengono scritti sempre separatamente, come in spagnolo, in catalano e in italiano (fatta eccezione in questo caso per la terza persona sing. e plur. "glielo"):
- nella prima e seconda persona singolare, a differenza dell'italiano, in sardo il pronome dativo non muta: mi lu das / mi ddu jas/donas = me lo dai; ti lu dao / ti ddu jao/donu = te lo do;
- nella terza persona sing. il dativo li/ddi viene invece sostituito dalla forma bi in logudorese o da quella si in campidanese, similmente a quanto avviene in spagnolo con se: bi lu dao / si ddu jao/donu (a issu / a issa) = glielo do (a lui / a lei). A differenza dell'italiano, in sardo i due pronomi non possono essere uniti in un'unica parola, eccetto in nuorese, dove invece si usano le forme specifiche liu/lia/lios/lias[1];
- per ciò che riguarda la prima e seconda persona plurale abbiamo: nos lu das / nosi/si ddu jas/donas = ce lo dai; bos lu dao / bosi/si ddu jao/donu = ve lo do. Nella pronuncia la "s" di nos e bos normalmente cade (nolu, bolu, ecc.)
- la terza persona plur. è uguale alla terza sing., come in spagnolo, italiano, portoghese e catalano: bi lu dao / bosi/si ddu jao/donu (a issos / a issas) = glielo do (a loro).

Se seguono il verbo, quindi dopo un gerundio o alla seconda persona sing. e plur. dell'imperativo, i pronomi doppi possono essere scritti in sardo in tre modi:
1. direttamente uniti al verbo, come in spagnolo e in italiano: dandemilu / jandemiddu/donendimiddu (dandomelo / dándomelo), damilu / jamiddu/donamiddu (dammelo / dámelo);
2. separati mediante un trattino: dande-mi-lu / jande-mi-ddu, da-mi-lu / ja-mi-ddu. La forma con il trattino viene usata in catalano, portoghese e francese, ed è per questa ragione di facile apprendimento anche per molte persone non di madrelingua italiana che volessero studiare il sardo;
3. nella LSC è stato invece proposto di separarli mediante un puntino intermedio collocato alla stessa altezza del trattino. Questo sistema si trova anche nel catalano, per separare le due l della ela geminada (elle doppia). Ciò vuol dire che chi desidera scrivere al computer i pronomi doppi in sardo usando il puntino intermedio deve scaricarsi la tastiera catalana o creare un layout personalizzato, data l'assenza di una tastiera sarda, usare programmi appositi come ad es. Wincompose o utilizzare il codice ASCII (Alt+250, in Windows). Su Linux il puntino è ottenibile con "Altgr+.".

Si noti che in sardo i pronomi personali atoni indiretti e diretti precedono anche l'infinito; tra le lingue romanze ritroviamo questa costruzione in francese e nel portoghese seo bènniu po ti bìere (sono venuto per vederti; franc. je suis venu pour te voir; port. vim para ti ver (o para lhe ver), t'apo tzerriau po ti nàrrer una cosa (ti ho chiamato per dirti una cosa; franc. j'ai appelé pour te dire quelque chose; port. liguei para ti/lhe dizer uma coisa).
Il pronome atono dativo in sardo viene usato anche per costruire la frase relativa. Nella lingua parlata la costruzione più frequente è infatti sa pitzoca chi ddi cherzo fàer s'arregalu est una cumpanza de Frantziscu (la ragazza a cui/alla quale (lett. che gli) voglio fare il regalo è una compagna di Francesco). Ci sono comunque altre due opzioni, meno frequenti ma altrettanto valide: sa pitzoca a chie/a sa cale (a chi/alla quale) cherzo fàer s'arregalu est un'amiga mea.
In sardo, come in spagnolo, portoghese, catalano e anche in italiano (in alcuni esempi anche nella lingua scritta, in altri in quella parlata), è possibile raddoppiare sia il dativo sia l'accusativo; in questo modo otteniamo una costruzione con un pronome e un sostantivo oppure con due pronomi, uno atono e l'altro tonico. La particolarità nel sardo è che il raddoppiamento è sempre possibile, anche in frasi relative e, per quanto riguarda il doppio accusativo, anche se il sostantivo viene posposto. Per via dell'influsso del sardo questo uso è particolarmente frequente nell'italiano regionale della Sardegna. Esempi di doppio dativo sono dd'apo iau su libru a Mario (a Mario gli ho dato il libro), a mie mi praghet su licore 'e murta (a me mi piace il liquore di mirto), sa pitzoca chi dd'apo presentau a Juanni est un'istranza (la ragazza che gli ho presentato a Giovanni è straniera); il doppio accusativo lo troviamo in frasi come su libru dd'apo giai leau (il libro l'ho già comprato), non d'apo 'idu a Bustianu (non l'ho visto a Sebastiano; quest'ultimo uso, con il sostantivo posposto, oltre al sardo è riscontrabile anche nello spagnolo d'Argentina, no lo vi a Sebastián; in altre lingue e nello spagnolo di Spagna si preferisce l'anteposizione del sostantivo, costruzione questa possibile anche in sardo: a Bustianu non d'apo 'idu, Sebastiano non l'ho visto, a Sebastián no lo he visto, ecc.).

### Pronomi tonici
I pronomi tonici in sardo nella prima e seconda persona singolare hanno una forma speciale se preceduti dalla preposizione a, caso singolare tra le lingue romanze, e cun/chin (con), caratteristica che il sardo condivide con lo spagnolo, il portoghese e il napoletano.
Anche in queste tabelle viene riportata per prima la forma logudorese e poi quella campidanese. Le forme della terza persona singolare e delle tre persone del plurale coincidono e non vengono per questo ripetute. Inoltre, tali forme sono anche uguali a quelle dei corrispondenti pronomi soggetto, come succede anche in spagnolo, catalano, portoghese, italiano e, con l'eccezione di lui al posto di il, anche in francese.
| dopo le preposizioni pro/po, dae/de, intra/tra, segundu, ecc. | dopo la preposizione a | dopo la preposizione con/chin (la variante chin è propria del nuorese) |
| ------------------------------------------------------------- | ---------------------- | ---------------------------------------------------------------------- |
| mene (a mie)/mei                                              | mie/mimi (nuor. mime)  | cunmegus (nuor. chinmecus)                                             |
| tene (a tie)/tei                                              | tie/tui (nuor. tibe)   | cuntegus (nuor. chintecus)                                             |
| issu (isse) - issa                                            |                        |                                                                        |
| nois/nos/nosu                                                 |                        |                                                                        |
| bois/bosàteros/bosatrus - bosàteras/bosatras                  |                        |                                                                        |
| issos/issus - issas                                           |                        |                                                                        |

La preposizione segundu può essere apostrofata se seguita da vocale: segund'issu o segundu issu.

### Avverbi pronominali
Il sardo fa un uso molto abbondante di particelle pronominali in numerosi contesti: in alcuni casi questo uso è condiviso con il catalano, l'italiano e il francese, in altri casi è proprio del sardo, non ritrovandosi in queste lingue né, ovviamente, nello spagnolo o nel portoghese, visto che entrambe non fanno uso di avverbi pronominali.
Come succede specularmente in italiano, francese e catalano, la particella nde (in campidanese ndi) viene usata con verbi che, pur non essendo in sé riflessivi bensì transitivi, ammettono l'uso dei pronomi riflessivi in presenza di un complemento oggetto, come nell'esempio mi compro un paio di pantaloni. Se l'oggetto non viene menzionato esplicitamente ecco che vengono usati gli avverbi pronominali. Tipici esempi di questo uso sono "prendere" e appunto "comprare", ma anche "vedere", "guardare", "leggere", "mangiare", "bere" e tanti altri: mi nde pigo/mi nde leo, me ne prendo, je m'en prend, me n'agafo. Abbiamo quindi questa costruzione con tutti i pronomi riflessivi: mi nde pigo/leo, ti nde pigas/leas, si nde pigat/leat, nos nde pigamus/leamus, bos nde pigàis/leàis, si nde pigant/leant. Il verbo pigare viene usato in gran parte della Sardegna con il significato di "prendere", però in Logudoro si preferisce leare (in quanto nel settentrione dell'isola pigare significa anche salire), verosimilmente dallo spagnolo llevar, verbo che viceversa in altre parti significa "comprare". Ecco che quindi mi nde leo può essere "me ne prendo" o "me ne compro", ti nde leas "te ne prendi/compri", ecc. La combinazione pronome-avverbio pronominale va sempre scritta separata (eccetto se segue il verbo, caso possibile solo con gerundio e imperativo), anche nella prima e seconda persona plurale, nonostante in queste persone nella maggior parte delle varianti centro-settentrionali la "s" non si pronunci e risulti perciò "no'nde", "bo'nde". Nei dialetti centrali si pronuncia, e si può anche scrivere, nosi nde, bosi nde, mentre in quelli meridionali la differenza tra prima e seconda persona plurale può venire a cadere, risultando di conseguenza entrambi uguali alla terza singolare e plurale: si nde.
Anche l'uso degli avverbi pronominali con verbi intransitivi che denotano separazione da un luogo e che ammettono i pronomi riflessivi, come andare, partire, ecc., viene dal sardo condiviso con catalano, francese e italiano: mi nde ando, apostrofato in mi nd'ando (m'en vaig, je m'en vais, me ne vado), ti nd'andas, si nd'andat, nos nd'andamus, bos nd'andàis, si nd'andant. In questo caso, oltre a nde/ndi, in logudorese possiamo avere anche che (di cui è diffusa anche la grafia ke): mi k'ando (mi ke ando), ti k'andas, ecc.
Altrettanto frequente in queste quattro lingue è l'uso di queste particelle con verbi intransitivi che reggono il complemento di termine. Qui i pronomi con cui vengono combinati gli avverbi pronominali sono quelli atoni indiretti, in dativo, e in sardo alla terza persona singolare e plurale viene invertito il loro ordine, perciò l'avverbio pronominale precede il pronome dativo: nde ddi jao/nde li jao (gliene do). Le forme possibili sono: mi nde jas (me ne dai), ti nde jao, nde ddi/nde li jao, nos nde jas, bos nde jao, nde ddis/nde lis jao.
Il sardo usa però gli avverbi pronominali anche in altre due situazioni dove essi nelle maggiori lingue romanze non sono presenti:
1. con verbi riflessivi veri e propri. In questo caso i verbi che indicano separazione o distacco da un luogo usano nde: mi nde peso (me ne alzo = mi alzo), ti nde pesas, si nde pesat, ecc. La forma con ne è inoltre frequente nell'italiano regionale della Sardegna. I verbi che invece indicano avvicinamento a un certo luogo usano che (o ke, cioè it. ci): mi ke corco (mi ci corico = mi corico), ti ke corcas, si ke corcat, ecc.
2. con verbi transitivi, che reggono il complemento oggetto. In questo caso i pronomi di accompagnamento agli avverbi pronominali sono quelli atoni diretti, cioè in accusativo. Il verbo pigare può essere usato anche qui: mi nde pigas (me ne = mi prendi), ti nde pigo. Nella terza persona sing. e plur. l'ordine viene invertito esattamente come per i verbi intransitivi, e l'avverbio pronominale va prima del pronome: nde ddu o nde lu pigo, nde dda o nde la pigo; questa forma è particolarmente difficile da usare per persone che non abbiano una buona conoscenza della lingua ed è anche difficile da tradurre letteralmente in altre lingue, volendo significare "lo prendo da lì (dove si trova)". Le forme del plurale sono nos nde (nosi nde) pigas (ce ne = ci prendi), bos nde (bosi nde) pigo e, esattamente come nella terza sing., nde ddos (nde los) pigo, nde ddas (nde las) pigo.

In tutte queste combinazioni, sia con la particella nde/ndi sia con quella che, gli avverbi pronominali appaiono sempre prima del nome, eccezion fatta quando sono con il gerundio e l'imperativo, dove appaiono dopo. In quest'ultimo caso, come per i pronomi indiretti e diretti, possiamo scrivere la combinazione verbo-pronome dativo-avverbio pronominale in tre modi: separati da un trattino, jande-nde-ddi (dandogliene), da un puntino, oppure uniti, jandendeddi.
Altri avverbi pronominali usati in sardo sono quelli che sostituiscono l'indicazione di un determinato luogo, come in italiano ci per "qui" o "lì", in francese y e in catalano hi con gli stessi usi. Nelle varianti logudoresi e campidanesi classiche viene usata la stessa particella sia che il luogo in questione sia distante, sia che sia vicino, rispettivamente bi e ci, dove bi può essere apostrofata, mentre ci no: b'ando/ci andu (ci vado), b'enis (bi benis)/ci 'enis (ci vieni). Nelle varianti centrali o di mesania si usano però due forme, ddue per indicare un luogo lontano da chi parla, che (o ke) per indicarne uno vicino, ed entrambe possono essere apostrofate: ddu'ando, k'enis (ke benis). Ddue non deve essere confusa con il pronome atono diretto ddu (lo).

### Relativi (forma valida in LSC in grassetto corsivo)
chi (che)
chie/chini (chi, colui che)

### Interrogativi
cale?/cali? (quale?)
cantu? (quanto?)
ite?/ita? (che?, che cosa?)
chie?/chini? (chi?)

### Pronomi e aggettivi possessivi
meu/miu - mea o mia/mia
tuo o tou/tuu - tua
suo o sou/suu - sua; de vosté/fostei; bostru/bostu (de bos)
nostru/nostu
bostru (nuor. brostu)/de boisàteros/bosàteros/bosatrus - de boisàteras/bosàteras/bosatras,
issoro/insoru
I pronomi possessivi vengono collocati sempre dopo il sostantivo di riferimento, caso questo piuttosto singolare nel panorama delle lingue romanze, slave o germaniche: sa màchina mia, sa busça tua, su traballu nostu (la mia macchina, la tua borsa, il nostro lavoro).
I nomi di parentela e altri sono usati senza l'articolo: babu tuo (tuo babbo/papà), tziu sou (suo zio), troga mea (mia suocera), ghermanu nostu (nostro cugino di secondo grado), ghermanitu 'e 'osàteros (vosto cugino in terzo grado), ma anche domo sua (casa sua), bidda nosta (il nostro paese), ecc. In sardo questo succede anche se tali sostantivi sono al plurale, uso che, in particolare se al femminile, è stato trasferito anche all'italiano regionale della Sardegna, fatta eccezione per il pronome loro, visto che questo è l'unico che in italiano va sempre con l'articolo: sorres tuas ( (le) tue sorelle), fradiles meos ( (i) miei cugini), tzias issoro (le loro zie).
In sardo, dopo alcune preposizioni, vengono normalmente usati i pronomi possessivi: dae in antis de mene, dae segus a mene, in fatu de mene, in antis de mene, a pustis de mene, in LSC e alcune grafie o, in altre, anche denanti meu, de fatu meu, innantis meu, apustis meu (davanti a me, dietro a me, prima di me, dopo di me; cfr. lo spagnolo delante mío, detrás mío). Le forme denanti de mene/a mie/mei, ecc., sono pure comuni, benché possano anche essere dovute a un calco dall'italiano.

### Pronomi e aggettivi dimostrativi
custu,custos/custus - custa,custas (questo, questi - questa, queste)
cussu, cussos/cussus - cussa, cussas (codesto, codesti - codesta, codeste)
cuddu, cuddos/cuddus - cudda, cuddas (quello, quelli - quella,quelle)

### Avverbi interrogativi
cando/candu? (quando?)
comente/comenti? (come?)
ue? o ube? in ue? o in ube?; a in ue o a in ube? (direzione)/aundi?, innui? (dove?; la forma sarda varia se si tratta di una direzione, cfr. lo spagnolo ¿adónde?)

## Preposizioni

### Semplici
a (a,in; direzione)
cun o chin (con)
dae/de (da)
de (di)
in (in,a; situazione)
pro/po (per)
intra o tra (tra)
segundu (secondo)
de in antis/denanti (de) (davanti (a))
dae segus/de fatu (de) (dietro (a))
in antis (de) (prima (di))
a pustis (de), a coa (dopo (di))
Il sardo, come lo spagnolo e il portoghese, distingue tra moto a luogo e stato in luogo: so'andande a Casteddu / a Ispagna; soe in Bartzelona / in Sardigna

### Articolate
| Sing.                                           | Plur.                                                          |
| ----------------------------------------------- | -------------------------------------------------------------- |
| a su (al) - a sa (alla)                         | a sos/a is (ai) - a sas/a is (alle)                            |
| cun o chin su (con il) - cun o chin sa (con la) | cun o chin sos/cun is (con i) - cun o chin sas/cun is (con le) |
| de su (del) - de sa (della)                     | de sos/de is (dei) - de sas/de is (delle)                      |
| in su (nel) - in sa (nella)                     | in sos/in is (nei) - in sas/in is (nelle)                      |
| pro/po su (per il) - pro/po sa (per la)         | pro sos/pro is/po is (per i) - pro sas/pro is/ po is (per le)  |

Nel parlato, quando in o cun si legano all'articolo indeterminativo unu / -a, si aggiunge per eufonia una -d epentetica. Così per esempio:
cantende ind unu tzilleri.

## Verbi

### Introduzione
I verbi hanno tre coniugazioni (-are, -ere / -i(ri), -ire / -i(ri)).
La morfologia verbale differisce notevolmente da quella italiana e conserva caratteristiche del tardo latino o delle lingue neolatine occidentali.
I verbi sardi nel presente indicativo hanno le seguenti peculiarità: la prima persona singolare termina in -o nel logudorese (terminazione comune nell'italiano, nello spagnolo e nel portoghese; entrambe queste ultime due lingue hanno ciascuna quattro soli verbi con un'altra terminazione alla 1ª persona sing.) e in -u nel campidanese; la seconda persona sing. termina sempre in -s, come in spagnolo, catalano e portoghese, terminazione derivata dal latino; la terza persona singolare e plurale ha le caratteristiche terminazioni in -t, proprie del sardo tra le lingue romanze e provenienti direttamente dal latino; la prima persona plurale ha nel logudorese le terminazioni -amus, -imus, -imus, simili a quelle dello spagnolo e del portoghese -amos, -emos, -imos, che a loro volta sono uguali a quelle del latino; per quanto riguarda la seconda persona plurale, la variante logudorese ha nella seconda e terza declinazione la terminazione -ides (latino -itis), mentre le varianti centrali e meridionali hanno nelle tre declinazioni rispettivamente -àis, -èis, -is, terminazioni del tutto uguali a quelle spagnole -áis, -éis, -ís e a quelle portoghesi, lingua in cui la 2a persona pl. è però ormai in disuso.
L'interrogativa si forma generalmente in due modi:
1. con l'inversione dell'ausiliare: Juanni tzucadu/tucau est? (è partito Giovanni?), papadu/papau as? (hai mangiato?)
2. con l'inversione del verbo: un'arantzu/ aranzu lu cheres o un'arangiu ddu bolis? oppure con la particella interrogativa a: per esempio a lu cheres un'aranzu? (un arancio, lo vuoi?). La forma con la particella interrogativa è tipica dei dialetti centro-settentrionali.

Prendendo in considerazione i diversi tempi e modi, l'indicativo passato remoto è quasi del tutto scomparso dall'uso comune (come nelle lingue romanze settentrionali della Gallia e del Nord Italia) sostituito dal passato prossimo, ma risulta attestato nei documenti medioevali e ancor'oggi nelle forme colte e letterarie in alternanza con l'imperfetto; la sua evoluzione storica nel tempo dal Medioevo alle forme colte attuali è stata rispettivamente per la terza persona singolare e plurale: ipsu cant-avit>-ait/-ayt>-isit/-esit>issu cant-esi/-eit; ipsos cant-arunt/-erunt>-aynt>-isin/-esin>issos cant-esi/-ein. In campidanese è stato completamente sostituito dal passato prossimo. Un uso ancora attuale del passato remoto si ha però nei dialetti centrali di transizione o "Mesanía", dove viene usato per il verbo èssere.
Parimenti scomparso è l'indicativo piuccheperfetto, attestato in sardo antico (sc. derat dal lat. dederat, fekerat da fecerat, furarat dal lat. volgare *furaverat, etc.).
L'indicativo futuro semplice si forma mediante il verbo àere/ài(ri) (avere) al presente più la preposizione a e l'infinito del verbo in questione: es. deo apo a nàrrere/deu apu a na(rr)i(ri) (io dirò), tui as a na(rr)i(ri) (tu dirai) (cfr. tardo latino habere ad + infinito), ecc. Nella lingua parlata la prima persona apo/apu può essere apostrofata: "ap'a nàrrere".
Nei dialetti centro-settentrionali, il condizionale presente si forma utilizzando una forma modificata del verbo dèpere (dovere) più la preposizione a e l'infinito: per esempio deo dia nàrrere (io direi), tue dias nàrrere (tu diresti), ecc. Nei dialetti di transizione e in quelli centro-meridionali, anziché dèpere si usa invece la forma dell'imperfetto del verbo ài(ri) (avere) più la preposizione a e l'infinito: deu emu o apia a na(rr)i(ri), tui apias o íast a na(rr)i(ri), ecc.
L'imperativo negativo si forma usando la negazione no/non e il congiuntivo: per esempio no andes/no andis (non andare), non còmpores (non comprare), analogamente alle lingue romanze iberiche.
Il gerundio ha in sardo numerose funzioni e diverse sfumature non presenti in italiano né in alcune altre lingue romanze; alcuni usi si rinvengono in spagnolo, catalano o portoghese, altri in inglese, altri ancora sono propri solo del sardo e si ritrovano anche nell'italiano regionale. Le sue funzioni principali sono:
- condizionale: fininde oe, ando deretu a igue (lett. finendo oggi, vado diretto lì = se finisco oggi vado lì direttamente);
- temporale: ghirande a Nùgoro apo bidu su fogu (tornando a Nuoro ho visto il fuoco = ho visto il fuoco mentre stavo tornando a Nuoro; cf. spagnolo regresando a Nuoro vi el fuego, inglese i saw the fire (as I was) coming back to Nuoro); quest'uso è possibile anche nel passato, seppure nella lingua parlata molto raro: essende essia dae 'omo, Maria est andada a bidda (essendo uscita da casa, Maria è andata in paese = dopo essere uscita da casa Maria è andata in paese);
- concessiva: fintzas traballande meda non mi bastat (anche lavorando molto non mi basta = se pure lavoro tanto (i soldi) non mi bastano);
- causale: sende tardu, non b'est chèrfiu andare (essendo tardi, non ci è voluto andare);
- modale: at fatu tantu dinare traballande meda (ha fatto tanti soldi lavorando molto)
- gerundio usato dopo i verbi di percezione sensoriale: apo bidu sa zente ballande (ho visto la gente ballare; lo stesso succede in inglese, I saw the people dancing, in spagnolo e in portoghese, vi la gente bailando/vi a gente dançando);
- poiché il sardo non usa il participio presente, il gerundio può svolgere le sue funzioni. Per esempio abba buddinde può significare sia "acqua bollendo" sia "acqua bollente", come in spagnolo: dd'apo 'etau a s'abba 'uddinde (l'ho gettato nell'acqua bollente; spagn. lo eché al agua hirviendo).

La forma progressiva si forma con l'ausilare èssere più il gerundio: per esempio so andande/seu andendi (sto andando), fia faghende/fipo faghende/fui faende/femu faendi (stavo facendo), caratteristica comune alla lingua inglese, nonché al sassarese e al gallurese.
Il sardo ha però in aggiunta un uso del tutto particolare di questa forma, infatti la estende anche ad azioni che non sono state ancora cominciate, ma che (si suppone che) verranno portate a termine in breve. Questo uso è del tutto comune anche nell'italiano regionale della Sardegna, dove è molto diffuso in tutti gli strati sociali della popolazione sarda. In questo caso l'ausiliare che regge il gerundio, èssere in sardo, stare in italiano, può anche essere omesso: ma tando, andas a mi lu fàchere su cumandu o nono? (seo) andande (ma allora, vai a farmi la commissione oppure no? (sto) andando [italiano regionale della Sardegna ] / ora vado [italiano standard]). Nell'italiano regionale sardo è anche possibile usare giai (già) con funzione di futuro: già sto andando/già vado, quale calco del sardo giai seo andande; questo uso esiste anche in spagnolo e portoghese (ya voy/já vou).
L'uso del gerundio riferito a un'azione futura trova corrispondenza nell'inglese, ma non in altre lingue romanze né nel tedesco (ingl. I'm going now/I'm gonna go now; spagn. ya voy/ahora voy/voy a ir ahora (mismo); port. já vou/vou mesmo/vou ir agora; cat. ara vaig; fran. je vais maintenant; ted. ich gehe jetzt). Anche in sardo è possibile aggiungere un avverbio che rafforzi l'idea dell'immediatezza dell'azione, come in spagn. mismo o in port. mesmo (stesso), per esempio etotu o matessi, lasciandosi forse nell'uso comune preferire il primo giacché in sardo è specificamente "stesso" come avverbio, mentre il secondo lo è anche come aggettivo La frase risultante è difficilmente traducibile in italiano, quanto meno alla lettera: seo andande como etotu ("sto andando adesso stesso").

### Verboèssere/èssi(ri) (essere)
- Indicativo presente: deo/deu so(e)/seo/seu ; tue/tui ses/sesi; issu/isse est/esti ; nos/nois/nosu semus/seus ; bois o bosàteros/bosàtrus sezis/seis ; issos/issus sunt o funt .
- Indicativo imperfetto: deo/deu fi(p)o/fia o femu; tue/tui fis/fìas(t); issu/isse fìat/fit; nos/nois/nosu fimus/fia(m)us o femus ; bois o bosàteros/bosàtrus fizis/fia(z)is o festis ; issos/issus fint/fìant . In LSC: deo fia; tue fias; issu/isse fiat, nois fìamus; bois o boisàteros fiais; issos fiant.
- Indicativo passato prossimo: deo/deu so(e)/seo ista(d)u o stètiu ; tue/tui ses ista(d)u o stètiu ; issu/isse est ista(d)u o stètiu ; nos/nois/nosu semus/seus ista(d)os o stètius ; bois/bosàteros/bosàtrus sezis/seis ista(d)os o stètius ; issos/issus sunt o funt ista(d)os o stètius . In LSC: deo so istadu; tue ses istadu; issu/isse est istadu; nois semus istados; bois seis istados; issos sunt istados.
- Indicativo trapassato prossimo imperfetto: deo/deu fi(p)o/fia ista(d)u o femu stètiu ; tue fis/fìas ista(d)u o stètiu ; issu/isse fìat/fit ista(d)u o stètiu ; nos/nois/nosu fimus/fìa(m)us o femus ista(d)os o stètius ; bois o bosàteros/bosàtrus fizis/fia(z)is ista(d)os o stètius ; issos/issus fint/fìant ista(d)os o stètius . In LSC: deo fia istadu; tue fias istadu; issu/isse fiat istadu; nois fìamus istados; bois fiais istados; issos fiant istados.
- Indicativo passato remoto: il passato remoto, escludendo gli usi colti, è generalmente in disuso; ciononostante, le forme del verbo essere sono usate normalmente, al posto di quelle dell'imperfetto, nel Montiferru, Guilcier, Barigadu e in alcune zone del campidanese rustico (Trexenta) e dell'Ogliastra: deo/deu fui ; tue/tui fusti/fustis ; issu fuit/fut ; nois/nosu fumos/fumis/fumos/fuaus ; bois/bosatrus fuzis/fustiais ; issos/issus funt o fuant .
- Indicativo futuro: deo/deu apo/apu a èssere/essi ; tue/tui as a èssere/essi ; issu/isse at a èssere/essi ; nos/nois/nosu a(m)us/eus a èssere/essi ; bois o bosàteros/bosàtrus a(z)is/eis a èssere/essi ; issos/issus ant a èssere/essi . In LSC: deo apo a èssere; tue as a èssere; issu/isse at a èssere; nois amus a èssere; bois ais a èssere; issos ant a èssere.
- Indicativo futuro anteriore: deo/deu apo/apu a èssere/essi ista(d)u o stètiu ; tue/tui as a èssere/essi ista(d)u o stètiu ; issu/isse at a èssere/essi ista(d)u o stètiu ; nos/nois a(m)us/eus a èssere/essi ista(d)os o stètius ; bois o bosàteros/bosàtrus a(z)is a èssere/essi ista(d)os o stètius ; issos/issus ant a èssere/essi ista(d)os o stètius . In LSC: deo apo a èssere istadu; tue as a èssere istadu; issu/isse at a èssere istadu; nois amus a èssere istados; bois ais a èssere istados; issos ant a èssere istados.
- Congiuntivo presente: chi deo/deu sia; chi tue/tui sias ; chi issu/isse siat ; chi nos/nois sia(m)us ; chi bois o bosàteros/bosàtrus sia(z)is ; chi issos/issus sìant . In LSC: chi deo sia; chi tue sias; chi issu/isse siat; chi nois siamus; chi bois siais; chi issos siant.
- Congiuntivo passato: chi deo/deu sia ista(d)u o stètiu ; chi tue/tui sias ista(d)u o stètiu ; chi issu/isse siat ista(d)u o stètiu ; chi nos/nois sia(m)us ista(d)os o stètius ; chi bois o bosàteros/bosàtrus sia(z)is ista(d)os o stètius ; chi issos/issus siant ista(d)os o stètius . In LSC: chi deo sia istadu; chi tue sias istadu; chi issu/isse siat istadu; chi nois siamus istados; chi bois siais istados; chi issos siant istados.
- Condizionale presente: deo/deu dia o apia o emu a èssere/essi ; tue/tui dias o apias a èssere/essi ; issu/isse diat o apiat a èssere/essi ; nos/nois diamus o apiàus a èssere/essi ; bos o bosàteros/bosàtrus dia(z)is o apiàis a èssere/essi ; issos/issus diant o apiant a èssere/essi . In LSC: deo dia a èssere; tue dias a èssere; issu/isse diat a èssere; nois diamus a èssere; bois diais a èssere; issos diant a èssere.
- Condizionale passato: deo/jeo dia o apia o emu a èssere/essi ista(d)u o stètiu ; tue dias o apias a èssere/essi ista(d)u o stètiu ; issu/isse diat o apiat a èssere/essi ista(d)u o stètiu ; nos/nois diamus o apiàus a èssere/essi ista(d)os o stètius ; bois o bosàteros/bosàtrus dia(z)is o apiàis a èssere/essi ista(d)os o stètius ; issos/issus diant o apiant a èssere ista(d)os o stètius . In LSC: deo dia a èssere istadu; tue dias a èssere istadu; issu/isse diat a èssere istadu; nois diamus a èssere istados; bois diais a èssere istados; issos diant a èssere istados.
- Gerundio presente: (es)sende/(es)sendi . In LSC: essende.
- Gerundio passato: (es)sende ista(d)u o (es)sendi stètiu . In LSC: essende istadu.

### Verbo àere/ài(ri) (avere).
Il verbo àere/ài(ri) viene usato da solo unicamente nelle varianti centro-settentrionali; nelle varianti centro-meridionali è usato esclusivamente come ausiliare per formare i tempi composti, mentre con il significato dell'italiano avere viene sempre sostituito dal verbo tènnere/tènni(ri), esattamente come accade in spagnolo, catalano, portoghese (dove il verbo haver è quasi del tutto scomparso) e napoletano. Per questo motivo in questo schema vengono indicate unicamente le forme del presente e dell'imperfetto dei dialetti centro-meridionali, che sono le sole dove nei tempi composti appare il verbo àere/ài(ri).
- Indicativo presente: deo/deu apo/apu ; tue/tui as ; issu/isse at ; nos/nois/nosu a(m)us/eus ; bois o bosàteros/bosàtrus a(z)is ; issos/issus ant ; In LSC: deo apo; tue as; issu/isse at; nois amus; bois ais; issos ant.
- Indicativo imperfetto: deo/deu aìa o emu; tue/tui aìas ; issu/isse aìat ; nos/nois/nosu aia(m)us o abamus ; bois o bosàteros/bosàtrus aia(z)is o abazes ; issos/issus aiant ; In LSC: deo aia; tue aias; issu/isse aiat; nois aìamus; bois aìais; issos aiant.
- Indicativo passato prossimo: deo/deu apo/apu api(d)u; tue/tui as api(d)u; issu/isse at api(d)u; nos/nois/nosu a(m)us/eus api(d)u; bois o bosàteros/bosàtrus a(z)is api(d)u; issos/issus ant api(d)u ; In LSC: deo apo àpidu; tue as àpidu; issu/isse at àpidu; nois amus àpidu; bois ais àpidu; issos ant àpidu.
- Indicativo trapassato prossimo imperfetto: deo/deu aìa o emu api(d)u; tue/tui aìas api(d)u; issu/isse aìat api(d)u; nos/nois/nosu aiamus api(d)u; bois o bosàteros/bosàtrus aia(z)is api(d)u; issos/issus aiant api(d)u ; In LSC: deo aia àpidu; tue aias àpidu; issu/isse aiat àpidu; nois aìamus àpidu; bois aiais àpidu; issos aiant àpidu.
- Indicativo passato remoto (in disuso nella lingua parlata e ormai presente solo nelle forme arcaiche e colte logudoresi): deo apesi; tue apestis; issu/isse apesit; nois apemus; bois apezis; issos apesint;
- Indicativo futuro: deo/deu apo/apu a àere/ài(ri); tue/tui as a àere/ài(ri); issu/isse at a àere/ài(ri); nos/nois/nosu a(m)us/eus a àere/ài(ri); bois o bosàteros/bosàtrus a(z)is a àere/ài(ri); issos/issus ant a àere/ài(ri) ; In LSC: deo apo a àere; tue as a àere; issu/isse at a àere; nois amus a àere; bois ais a àere; issos ant a àere.
- Indicativo futuro anteriore: deo/deu apo/apu a àere/ài(ri) àpi(d)u; tue/tui as a àere/ài(ri) àpi(d)u; issu/isse at a àere/ài(ri) àpi(d)u; nos/nois/nosu a(m)us/eus a àere/ài(ri) àpi(d)u; bois o bosàteros/bosàtrus a(z)is a àere/ài(ri) àpi(d)u; issos/issus ant a àere/ài(ri) àpi(d)u ; In LSC: deo apo a àere àpidu; tue as a àere àpidu; issu/isse at a àere àpidu; nois amus a àere àpidu; bois ais a àere àpidu; issos ant a àere àpidu.
- Congiuntivo presente: chi deo/deu apa; chi tue/tui apas; chi issu/isse apat; chi nos/nois/nosu apa(m)us; chi bois o bosàteros/bosàtrus apa(z)is; chi issos/issus apant ; In LSC: chi deo apa; chi tue apas; chi issu/isse apat; chi nois apamus; chi bois apais; chi issos apant.
- Congiuntivo passato: chi deo/deu apa àpi(d)u; chi tue/tui apas àpi(d)u; chi issu/isse apat àpi(d)u; chi nos/nois/nosu apa(m)us àpi(d)u; chi bois o bosàteros/bosàtrus apa(z)is àpi(d)u; chi issos/issus apant àpi(d)u ; In LSC: chi deo apa àpidu; chi tue apas àpidu; chi issu/isse apat àpidu; chi nois apamus àpidu; chi bois apais àpidu; chi issos apant àpidu.
- Condizionale presente: deo/deu dia o apia o emu a àere/ài(ri); tue/tui dias o apias a àere/ài(ri); issu/isse diat o apiat a àere/ài(ri); nos/nois/nosu diamus o apiàus a àere/ài(ri); bois o bosàteros/bosàtrus dia(z)is o apiàis a àere; issos/issus diant o apiant a àere ; In LSC: deo dia a àere, tue dias a àere, issu/isse diat a àere, nois diamus a àere, bois diais a àere; issos diant a àere.
- Condizionale passato: deo/deu dia o apia o emu a àere/ài(ri) àpi(d)u; tue dias o apias a àere/ài(ri) àpi(d)u; issu/isse diat o apiat a àere/ài(ri) àpi(d)u; nos/nois/nosu diamus o apiàus a àere/ài(ri) àpi(d)u; bois o bosàteros/bosàtrus dia(z)is o apiàis a aère/ài(ri) àpi(d)u; issos/issus diant o apiant a àere/ài(ri) àpi(d)u ; In LSC: deo dia a àere àpidu, tue dias a àere àpidu, issu/isse diat a àere àpidu, nois diamus a àere àpidu, bois diais a àere àpidu; issos diant a àere àpidu.
- Gerundio presente: aende/aendi ; In LSC: aende
- Gerundio passato: aende/aendi àpi(d)u . In LSC: aende àpidu

### Coniugazione in -are/-a(r)i: Verbocantare/canta(r)i (cantare)
- Indicativo presente: deo/deu canto/cantu; tue/tui cantas; issu/isse cantat; nos/nois/nosu canta(m)us; bois o bosàteros/bosàtrus canta(z)is; issos/issus cantant ; In LSC: deo canto; tue cantas; issu/isse cantat; nois cantamus; bois cantades; issos cantant.
- Indicativo imperfetto: deo/deu cantaìa/cantamu; tue/tui cantaias; issu/isse cantaiat; nos/nois/nosu cantaia(m)us; bois o bosàteros/bosàtrus cantaia(z)is; issos/issus cantaiant ; In LSC: deo cantaia; tue cantaias, issu/isse cantaiat; nois cantaìamus; bois cantaiais; issos cantaiant.
- Indicativo passato prossimo: deo/deu apo/apu canta(d)u; tue/tui as canta(d)u; issu/isse at canta(d)u; nos/nois/nosu a(m)us/eus canta(d)u; bois o bosàteros/bosàtrus a(z)is canta(d)u; issos/issus ant canta(d)u ; In LSC: deo apo cantadu; tue as cantadu; issu/isse at cantadu; nois amus cantadu; bois ais cantadu; issos ant cantadu.
- Indicativo trapassato prossimo imperfetto: deo/deu aia o emu canta(d)u; tue/tui aias canta(d)u; issu/isse aiat canta(d)u; nos/nois/nosu aia(m)us canta(d)u; bois o bosàteros/bosàtrus aia(z)is canta(d)u; issos/issus aiant canta(d)u ; In LSC: deo aia cantadu; tue aias cantadu; issu/isse aia cantadu; nois aìamus cantadu; bois aiais cantadu; issos aiant cantadu.
- Indicativo passato remoto (in disuso nella lingua parlata, presente solo nelle forme arcaiche e colte): deo cante(s)i; tue cantestis; issu/isse cante(s)it; nois cantèsimus; bois cantezis; issos cantesint o canterunt;
- Indicativo futuro: deo/deu apo/apu a cantare/cantai; tue/tui as a cantare/canta(r)i; issu/isse at a cantare/canta(r)i; nos/nois/nosu a(m)us/eus a cantare/canta(r)i; bois o bosàteros/bosàtrus a(z)is a cantare/canta(r)i; issos/issus ant a cantare/canta(r)i ; In LSC: deo apo a cantare; tue as a cantare; issu/isse at a cantare; nois amus a cantare; bois ais a cantare; issos ant a cantare.
- Indicativo futuro anteriore: deo/deu apo/apu a àere/ài(ri) canta(d)u; tue/tui as a àere/ài(ri) canta(d)u; issu/isse at a àere/ài(ri) canta(d)u; nos/nois/nosu a(m)us/eus a àere/ài(ri) canta(d)u; bois o bosàteros/bosàtrus a(z)is a àere/ài(ri) canta(d)u; issos/issus ant a àere/ài(ri) canta(d)u ; In LSC: deo apo a àere cantadu; tue as a àere cantadu; issu/isse at a àere cantadu; nois amus a àere cantadu; bois ais a àere cantadu; issos ant a àere cantadu.
- Congiuntivo presente: chi deo/deu cante/canti; chi tue/tui cantes/cantis; chi issu/isse cantet/cantit; chi nos/nois/nosu cante(m)us; chi bois o bosàteros/bosàtrus cante(z)is; chi issos/issus cantent/cantint ; In LSC: chi deo cante; chi tue cantes; chi isse cantet; chi nois cantemus; chi bois canteis; chi issos cantent.
- Congiuntivo passato: chi deo/deu apa canta(d)u; chi tue/tui apas canta(d)u; chi issu/isse apat canta(d)u; chi nos/nois/nosu apa(m)us canta(d)u; chi bois o bosàteros/bosàtrus apa(z)is canta(d)u; chi issos/issus apant canta(d)u ; In LSC: chi deo apa cantadu; chi tue apas cantadu; chi issu/isse apat cantadu; chi nois apamus cantadu; chi bois apais cantadu; chi issos apant cantadu.
- Condizionale presente: deo/deu dia o apia o emu a cantare/canta(r)i; tue/tui dias o apias a cantare/canta(r)i; issu/isse diat o apiat a cantare/canta(r)i; nos/nois/nosu diamus o apiàus a cantare/canta(r)i; bois/bosàteros dia(z)is o apiàis a cantare/canta(r)i; issos/issus diant o apiant a cantare/canta(r)i ; In LSC: deo dia cantare, tue dias cantare; issu/isse diat a cantare; nois diamus a cantare; bois diais a cantare; issos diant a cantare.
- Condizionale passato: deo/deu dia o apia o emu a àere/ài(ri) canta(d)u; tue/tui dias o apias a àere/ài(ri) canta(d)u; issu/isse diat o apiat a àere/ài(ri) canta(d)u; nos/nois/nosu diamus o apiàus a àere/ài(ri) canta(d)u; bois o bosàteros/bosàtrus dia(z)is o apiàis a àere/ài(ri) canta(d)u; issos/issus diant o apiant a àere canta(d)u ; In LSC: deo dia àere cantadu, tue dias àere cantadu; issu/isse diat àere cantadu; nois diamus àere cantadu; bois diais àere cantadu; issos diant àere cantadu.
- Gerundio presente: cantande/cantende/cantendi ; In LSC: cantende.
- Gerundio passato: aende/aendi canta(d)u . In LSC: aende cantadu.

### Coniugazione in -ere/-i(ri): Verbo tìmere/tìmi(ri) (temere)
- Indicativo presente: deo/deu timo/timu ; tue/tui times/timis ; issu/isse timet/timit ; nos/nois/nosu timimus o timèus ; bois o bosàteros/bosàtrus timideso timèis ; issos/issus timent/timint ; In LSC: deo timo; tue times; issu/isse timet; nois timimus; bois timides; issos timent.
- Indicativo imperfetto: deo/deu timia ; tue/tui timias ; issu/isse timiat ; nos/nois/nosu timia(m)us ; bois o bosàteros/bosàtrus timia(z)is ; issos/issus timiant ; In LSC: deo timia; tue timias; issu/isse timiat; nois timìamus; bois timiais; issos timiant.
- Indicativo passato prossimo: deo/deu apo/apu tìmi(d)u ; tue/tui as tìmi(d)u ; issu/isse at tìmi(d)u ; nos/nois/nosu a(m)us/eus tìmi(d)u ; bois o bosàteros/bosàtrus a(z)is/ais tìmi(d)u ; issos/issus ant tìmi(d)u ; In LSC: deo apo timidu; tue as timidu; issu/isse at timidu; nois amus timidu; bois ais timidu; issos ant timidu.
- Indicativo trapassato prossimo imperfetto: deo/deu aiao emu tìmi(d)u ; tue/tui aias tìmi(d)u ; issu/isse aiat tìmi(d)u ; nois/nos aia(m)us tìmi(d)u ; bois o bosàteros/bosàtrus aia(z)is tìmi(d)u ; issos/issus aiant tìmi(d)u ; In LSC: deo aia timidu; tue aias timidu; issu/isse aia timidu; nois aìamus timidu; bois aiais timidu; issos aiant timidu.
- Indicativo passato remoto (in disuso nella lingua parlata, presente solo nelle forme arcaiche e colte): deo time(s)i ; tue timestis ; issu/isse time(s)it ; nois timè(si)mus ; bois timezis ; issos timèsint o timèrunt ; In LSC: deo timei; tue timeis; issu/isse timeit; nois timemus; bois timeis; issos timeint.
- Indicativo futuro: deo/deu apo/apu a tìmere/tìmi(ri) ; tue/tui as a tìmere/timi(ri) ; issu/isse at a tìmere/timi(ri) ; nos/nois/nosu a(m)us/eus a tìmere/timi(ri) ; bois o bosàteros/bosàtrus a(z)is a tìmere/timi(ri) ; issos/issus ant a tìmere/timi(ri) ; In LSC: deo apo a tìmere; tue as a tìmere; issu/isse at a tìmere; nois amus a tìmere; bois ais a tìmere; issos ant a tìmere.
- Indicativo futuro anteriore: deo/deu apo/apu a àere/ài(ri) tìmi(d)u ; tue/tui as a àere/ài(ri) tìmi(d)u ; issu/isse at a àere/ài(ri) tìmi(d)u ; nos/nois/nosu a(m)us/eus a àere/ài(ri) tìmi(d)u ; bois o bosàteros/bosàtrus a(z)is a àere/ài(ri) tìmi(d)u ; issos/issus ant a àere/ài(ri) tìmi(d)u ; In LSC: deo apo a àere tìmidu; tue as a àere tìmidu; issu/isse at a àere tìmidu; nois amus a àere tìmidu; bois ais a àere tìmidu; issos ant a àere tìmidu.
- Congiuntivo presente: chi deo/deu tima ; chi tue/tui timas ; chi issu/isse timat ; chi nos/nois/nosu tima(m)us ; chi bois o bosàteros/bosàtrus tima(z)is ; chi issos/issus timant ; In LSC: chi deo tima; chi tue timas; chi issu/isse timat; chi nois timamus; chi bois timais; chi issos timant.
- Congiuntivo passato: chi deo/deu apa tìmi(d)u ; chi tue/tui apas tìmi(d)u ; chi issu/isse apat tìmi(d)u ; chi nos/nois/nosu apa(m)us tìmi(d)u ; chi bois o bosàteros/bosàtrus apa(z)is tìmi(d)u ; chi issos/issus apant tìmi(d)u ; In LSC: chi deo apa tìmidu; chi tue apas tìmidu; chi issu/isse apat tìmidu; chi nois apamus tìmidu; chi bois apais tìmidu; chi issos apant tìmidu.
- Condizionale presente: deo/deu dia o apia o emu a tìmere/tìmi(ri) ; tue dias o apias a tìmere/timi(ri) ; issu/isse diat o apiat a tìmere/timi(ri) ; nos/nois/nosu diamus o apiàus a tìmere/timi(ri) ; bois o bosàteros/bosàtrus dia(z)is o apiàis a tìmere/timi(ri) ; issos/issus diant o apiant a tìmere/timi(ri) ; In LSC: deo dia tìmere; tue dias tìmere; issu/isse diat tìmere; nois diamus tìmere; bois diais tìmere; issos diant tìmere.
- Condizionale passato: deo/deu dia o apia o emu a àere/ài(ri) timi(d)u ; tue dias o apias a àere/ài(ri) timi(d)u ; issu/isse diat o apiat a àere/ài(ri) timi(d)u ; nos/nois/nosu diamus o apiàus a àere/ài(ri) timi(d)u ; bois o bosàteros/bosàtrus dia(z)is o apiàis a àere/ài(ri) timi(d)u ; issos/issus diant o apiant a àere/ài(ri) timi(d)u ; In LSC: deo dia àere tìmidu; tue dias àere tìmidu; issu/isse diat àere tìmidu; nois diamus àere tìmidu; bois diais àere tìmidu; issos diant àere tìmidu.
- Gerundio presente: timende/timendi ; In LSC: timende.
- Gerundio passato: aende/aendi tìmi(d)u ; In LSC: aende tìmidu

### Coniugazione in -ire/-i(ri): Verbofinire/fini(ri) (finire)
- Indicativo presente: deo/deu fino/finu ; tue/tui finis ; issu/isse finit ; nos/nois/nosu fini(m)us ; bois o bosàteros/bosàtrus finides o fineis ; issos/issus finint ; In LSC: deo fino; tue finis; issu/isse finit; nois finimus; bois finides; issos finint.
- Indicativo imperfetto: deo/deu finia ; tue/tui finias ; issu/isse finiat ; nos/nois/nosu finia(m)us ; bois o bosàteros/bosàtrus finia(z)is ; issos/issus finiant ; In LSC: deo finia; tue finias; issu/isse finiat; nois finìamus; bois finiais; issos finiant.
- Indicativo passato prossimo: deo/deu apo/apu fini(d)u ; tue/tui as fini(d)u ; issu/isse at fini(d)u ; nos/nois/nosu a(m)us/eus fini(d)u ; bois o bosàteros/bosàtrus a(z)is fini(d)u ; issos/issus ant fini(d)u ; In LSC: deo apo finidu; tue as finidu; issu/isse at finidu; nois amus finidu; bois ais finidu; issos ant finidu.
- Indicativo trapassato prossimo imperfetto: deo/deu aia o emu fini(d)u ; tue/tui aias fini(d)u ; issu/isse aiat fini(d)u ; nos/nois/nosu aia(m)us fini(d)u ; bois o bosàteros/bosàtrus aia(z)is fini(d)u ; issos/issus aiant fini(d)u ; In LSC: deo aia finidu; tue aias finidu; issu/isse aiat finidu; nois aìamus finidu; bois aiais finidu; issos aiant finidu.
- Indicativo passato remoto (in disuso nella lingua parlata, presente solo nelle forme arcaiche e colte): deo/deu fine(s)i ; tue/tui finestis ; issu/isse fine(s)it ; nois finè(si)mus ; bois o bosàteros/bosàtrus finezis ; issos finesint o finerunt ; In LSC: deo finei; tue fineis; issu fineit; nois finemus; bois fineis; issos fineint.
- Indicativo futuro: deo/deu apo/apu a finire/fini(ri) ; tue/tui as a finire/fini(ri) ; issu/isse at a finire/fini(ri) ; nos/nois/nosu a(m)us/eus a finire/fini(ri) ; bois o bosàteros/bosàtrus a(z)is a finire/fini(ri) ; issos/issus ant a finire/fini(ri) ; In LSC: deo apo a finire; tue as a finire; issu/isse at a finire; nois amus a finire; bois ais a finire; issos ant a finire.
- Indicativo futuro anteriore: deo/deu apo/apu a àere/ài(ri) fini(d)u ; tue/tui as a àere/ài(ri) fini(d)u ; issu/isse at a àere/ài(ri) fini(d)u ; nos/nois/nosu a(m)us/eus a àere/ài(ri) fini(d)u ; bois o bosàteros/bosàtrus a(z)is a àere/ài(ri) fini(d)u ; issos/issus ant a àere/ài(ri) fini(d)u ; In LSC: deo apo a àere finidu; tue as a àere finidu; issu/isse at a àere finidu; nois amus a àere finidu; bois ais a àere finidu; issos ant a àere finidu.
- Congiuntivo presente: chi deo/deu fina ; chi tue/tui finas ; chi issu/isse finat ; chi nos/nois/nosu fina(m)us ; chi bois o bosàteros/bosàtrus fina(z)is ; chi issos/issus finant ; In LSC: chi deo fina; chi tue finas; chi issu/isse finat; chi nois finamus; chi bois finais; chi issos finant.
- Congiuntivo passato: chi deo/deu apa fini(d)u ; chi tue/tui apas fini(d)u ; chi issu/isse apat fini(d)u ; chi nos/nois/nosu apa(m)us fini(d)u ; chi bois o bosàteros/bosàtrus apa(z)is fini(d)u ; chi issos/issus apant fini(d)u ; In LSC: chi deo apa finidu; chi tue apas finidu; chi issu/isse apat finidu; chi nois apamus finidu; chi bois apais finidu; chi issos apant finidu.
- Condizionale presente: deo/deu dia o apia o emu a finire/fini(ri) ; tue/tui dias o apias a finire/fini(ri) ; issu/isse diat o apiat a finire/fini(ri) ; nos/nois/nosu diamus o apiàus a finire/fini(ri) ; bois o bosàteros/bosàtrus dia(z)is o bosàteros/bosàtrus apiàis a finire/fini(ri) ; issos/issus diant o apiant a finire/fini(ri) ; In LSC: deo dia finire; tue dias finire; issu/isse diat finire; nois diamus finire; bois diais finire; issos diant finire.
- Condizionale passato: deo/deu dia o apia o emu a àere/ài(ri) fini(d)u ; tue/tui dias o apias a àere/ài(ri) fini(d)u ; issu/isse diat o apiat a àere/ài(ri) fini(d)u ; nos/nois/nosu dia(m)us o apiàus a àere/ài(ri) fini(d)u ; issos/issus diant o apiant a àere/ài(ri) fini(d)u ;
- Gerundio presente: fininde/finende/finendi ; In LSC: finende
- Gerundio passato: aende/aendi fini(d)u ; In LSC: aende finidu

### Verbi irregolari: Verbofàghere/fàghiri/fàere/fai(fare)
- Indicativo presente: deo/deu fago o fatzu ; tue/tui fa(gh)es/fa(gh)is ; issu/isse fa(gh)et/fa(gh)it ; nos/nois/nosu faghimus o f(agh)eus ; bois o bosàteros/bosàtrus faghides o f(agh)èis ; issos/issus fa(gh)ent/fa(gh)int ; In LSC: deo fatzo; tue faghes; issu faghet; nois faghimus; bois faghides; issos faghent.
- Indicativo imperfetto: deo/deu fa(gh)ia ; tue/tui fa(gh)ias ; issu/isse fa(gh)iat ; nos/nois/nosu fa(gh)ia(m)us ; bois o bosàteros/bosàtrus fa(gh)ia(z)is ; issos/issus fa(gh)iant ; In LSC: deo faghia; tue faghias; issu/isse faghiat; nois faghìamus; bois faghiais; issos faghiant.
- Indicativo passato prossimo: deo/deu apo/apu fatu ; tue/tui as fatu ; issu/isse at fatu ; nos/nois/nosu a(m)us/eus fatu ; bois o bosàteros/bosàtrus a(z)is fatu ; issos/issus ant fatu ; In LSC: deo apo fatu; tue as fatu; issu/isse at fatu, nois amus fatu; bois ais fatu; issos ant fatu.
- Indicativo trapassato prossimo imperfetto: deo/deu aia o emu fatu ; tue/tui aias fatu ; issu/isse aiat fatu ; nos/nois/nosu aia(m)us fatu ; bois o bosàteros/bosàtrus aia(z)is fatu ; issos/issus aiant fatu ; In LSC: deo aia fatu; tue aias fatu; issu/isse aiat fatu; nois aìamus fatu; bois aiais fatu; issos aiant fatu.
- Indicativo passato remoto (in disuso nella lingua parlata, presente solo nelle forme arcaiche e colte): deo faghe(s)i ; tue faghèstis ; issu/isse faghe(s)it ; nois faghè(si)mus ; bois faghezis ; issos faghesint o fagherunt ;
- Indicativo futuro: deo/deu apo/apu a fà(gh)ere/fa(ghir)i ; tue/tui as a fà(gh)ere/fa(ghir)i ; issu/isse at a fà(gh)ere/fa(ghir)i ; nos/nois/nosu a(m)us/eus a fà(gh)ere/fa(ghir)i ; bois o bosàteros/bosàtrus a(z)is a fà(gh)ere/fa(ghir)i ; issos/issus ant a fà(gh)ere/fa(ghir)i ; In LSC: deo apo a fàghere; tue as a fàghere; issu/isse at a fàghere; nois amus a fàghere; bois ais a fàghere; issos ant a fàghere.
- Indicativo futuro anteriore: deo/deu apo/apu a àere/ài(ri) fatu ; tue/tui as a àere/ài(ri) fatu ; issu/isse at a àere/ài(ri) fatu ; nos/nois/nosu a(m)us/eus a àere/ài(ri) fatu ; bois o bosàteros/bosàtrus a(z)is a àere/ài(ri) fatu ; issos/issus ant a àere/ài(ri) fatu ; In LSC: deo apo a àere fatu; tue as a àere fatu; nois amus a àere fatu; bois ais a àere fatu; issos ant a àere fatu.
- Congiuntivo presente: chi deo/deu faga o fatza; chi tue/tui fagas o fatzas; chi issu/isse fagat o fatzat; chi nos/nois/nosu fagamus o fatza(m)us; chi bois o bosàteros/bosàtrus fagazis o fatzàis; chi issos fagant o fatzant ; In LSC: chi deo fatza; chi tue fatzas; chi issu/isse fatzat; chi nois fatzamus; chi bois fatzais; chi issos fatzant.
- Congiuntivo passato: chi deo/deu apa fatu; chi tue/tui apas fatu ; chi issu/isse apat fatu ; chi nos/nois/nosu apa(m)us fatu ; chi bois o bosàteros/bosàtrus apa(z)is fatu ; chi issos/issus apant fatu ; In LSC: chi deo apa fatu; chi tue apas fatu; chi issu/isse apat fatu; chi nois apamus fatu; chi bois apais fatu; chi issos apant fatu.
- Condizionale presente: deo/deu dia o apia o emu a fà(gh)ere/fa(ghir)i ; tue/tui dias o apias a fà(gh)ere/fa(ghir)i ; issu/isse diat o apiat a fà(gh)ere/fa(ghir)i ; nos/nois/nosu diamus o apiàus a fà(gh)ere/fa(ghir)i ; bois o bosàteros/bosàtrus dia(z)is o apiàis a fà(gh)ere/fa(ghir)i ; issos/issus diant o apiant a fà(gh)ere/fa(ghir)i ;In LSC: deo dia fàghere; tue dias fàghere; issu/isse diant fàghere; nois diamus fàghere; bois diais fàghere; issos diant fàghere.
- Condizionale passato: deo/deu dia o apia o emu a àere/ài(ri) fatu ; tue/tui dias o apias a àere/ài(ri) fatu ; issu/isse diat o apiat a àere/ài(ri) fatu ; nos/nois/nosu diamus o apiàus a àere/ài(ri) fatu ; bois o bosàteros/bosàtrus dia(z)is o apiàis a àere/ài(ri) fatu ; issos/issus diant o apiant a àere/ài(ri) fatu ;In LSC: deo dia a àere fatu; tue dias a àere fatu; nois diamus a àere fatu; bois diais a àere fatu; issos diant a àere fatu.
- Gerundio presente: fa(gh)ende/fendi ; In LSC: faghende
- Gerundio passato: aende/aendi fatu ; In LSC: aende fatu

### Particolarità

#### Verbi in logudorese e nuorese
È presente una categoria particolare di verbi che in logudorese e nuorese hanno l'infinito proprio della seconda coniugazione in -ere, e che però secondo la loro origine appartengono alla terza, di cui hanno conservato alcune terminazioni nel presente indicativo. Appartiene a tale gruppo per esempio bènnere (venire), la cui coniugazione in presente è: bèngio/benzo, benis, benit, benimus/benius, benides/benies/benìs, benint; oppure apèrrere (aprire): apèrgio/aperjo/aperzo/apegio, aperis, aperit, aperimus/aperius, aperides/aperies/aperìs, aperint. Vengono coniugati allo stesso modo cumbènnere (convenire; 1a persona cumbèngio/cumbenzo), cobèrrere/nuor. copèrrere (coprire un oggetto, montare un animale a un altro, volg. fornicare; cobèrgio/coberjo/coberzo/crobegio), fèrrere (colpire; ferire; fèrgio/ferjo/ferzo/fegio), mòrrere (morire; mòrgio/morjo/morzo/mogio), iscobèrrere/iscrobèrrere/nuor. iscopèrrere (scroprire; iscobèrgio/iscoberjo/iscoberzo/iscrobegio).

#### Verbi irregolari alla prima persona singolare del presente
Numerosi verbi hanno una coniugazione generalmente regolare, mantenendo però irregolare la prima persona sing. del presente: bàlere (valere; bàgio/bazo), chèrrere (volere; chèrgio/cherjo/cherzo/chegio), dòlere (fare male, dolere; dògio/dozo), pàrrere (sembrare, parere; pàrgio/parjo/parzo/pagio), cumpàrrere (comparire; cumpàrgio/cumparjo/cumparzo/cumpagio), pòdere (potere; potzo/potho), pònnere (mettere; pòngio/ponzo), tènnere (avere; tèngio/tenzo), mantènnere (mantenere; mantèngio/mantenzo).